# Muriel Boucher-Zazoui
Pour les articles homonymes, voir Boucher.
Muriel Boucher-Zazoui est une patineuse artistique française de danse sur glace, devenue entraîneuse et chorégraphe. Elle a patiné dans les années 1970 avec son partenaire Yves Malatier et ensemble ont été trois fois champions de France en 1974, 1977 et 1978.

## Biographie

### Carrière sportive
Avec Yves Malatier, ils sont montés sept fois sur le podium des championnats de France de danse sur glace, dont trois fois sur la plus haute (1974, 1977, 1978).
Pour les grandes compétitions internationales, ils n'ont participé qu'à deux championnats d'Europe et un seul championnat du monde. En 1977, ils ont patiné pour leur première compétition européenne à Helsinki, et se sont classés quatorzième. L'année suivante, les championnats d'Europe sont organisés en France à Strasbourg, et ils montent d'une marche à la treizième place. Quelques semaines plus tard, en mars, ils participent à leurs seuls championnats du monde à Ottawa et se classent quinzième. Ils décident d'arrêter le patinage amateur cette même année.

### Reconversion professionnelle
En 1978, Muriel Boucher décide de devenir entraîneuse de danse sur glace et s'installe à Lyon. Le Club des Sports de Glace de Lyon (CSGL) où elle officie va devenir le plus grand centre de danse sur glace de France dans les années 1990, et l'un des plus grands centres de danse sur glace du monde dans les années 2000. Elle a entraîné de multiples couples de danse, qu'ils soient français ou étrangers.
Les couples français les plus célèbres qu'elle a entraînés sont Gwendal Peizerat & Marina Morel ; Gwendal Peizerat & Marina Anissina ; Isabelle Delobel & Olivier Schoenfelder ; Alia Ouabdesselam & Benjamin Delmas ; Nathalie Péchalat & Fabian Bourzat ; Pernelle Carron & Matthieu Jost ; Pernelle Carron & Lloyd Jones ; Gabriella Papadakis & Guillaume Cizeron,.
Les couples étrangers les plus célèbres qu'elle a entraînés sont : Anna Cappellini & Luca Lanotte ; Marie-France Dubreuil & Patrice Lauzon.

## Vie privée
Depuis que Muriel Boucher a épousé Brahim Zazoui, elle a accolé le patronyme de son époux à son propre nom et s'appelle Muriel Boucher-Zazoui. Son mari fut patineur de patinage de vitesse sur piste courte jusqu'en 1982 et créa une école de la glace à Lyon dans les années 1970. Ensemble ils ont eu deux enfants.

## Palmarès
| Compétition             | 1972 | 1973 | 1974 | 1975 | 1976 | 1977 | 1978 |
| Jeux olympiques d'hiver |      |      |      |      |      |      |      |
| Championnats du monde   |      |      |      |      |      |      | 15e  |
| Championnats d'Europe   |      |      |      |      |      | 14e  | 13e  |
| Championnats de France  | 3e   | 3e   | 1re  | 2e   | 2e   | 1re  | 1re  |